# Typhlonesticus parvus
Espèce
Typhlonesticus parvus est une espèce d'araignées aranéomorphes de la famille des Nesticidae.

## Distribution
Cette espèce est endémique de Bosnie-Herzégovine. Elle se rencontre dans la grotte Ilijina Pećina à Bihovo.

## Description
La carapace de la femelle holotype mesure 0,9 mm de long sur 0,78 mm et l'abdomen 1,5 mm de long sur 1,2 mm.

## Systématique et taxinomie
Cette espèce a été décrite par Kulczyński en 1914. Elle est placée dans le genre Nesticus  par Brignoli en 1971, dans le genre Carpathonesticus par Lehtinen et Saaristo en 1980 puis replacée dans le genre Typhlonesticus par Ribera et Dimitrov en 2023.

## Publication originale
- Kulczyński, 1914 : « Aranearum species novae minusve cognitae, in montibus Kras dictis a Dre C. Absolon aliisque collectae. » Bulletin international de l'Académie des Sciences de Cracovie, Classe des Sciences Mathématiques et Naturelles, vol. 1914, p. 353-387 (texte intégrale).